# Новые времена на улице Поперечной
«Новые времена на улице Поперечной» (латыш. Jaunie laiki Šķērsielā) — документальный фильм режиссёра Ивара Селецкиса, снятый по сценарию Таливалдиса Маргевича на латвийской студии документальных фильмов «Eiropas Dokumentālā kino simpoziji» в 1999 году.

## Сюжет
Фильм является продолжением фильма «Улица Поперечная» и рассказывает о произошедших за десять лет переменах в жизни её обитателей. Перед нами проходят герои, хорошо знакомые по первой ленте: Дайга, Алдис, Осис и их соседи по небольшой улочке на окраине Риги. Авторы посвятили свою ленту всем рижанам в канун восьмисотлетнего юбилея города.

## Съёмочная группа
- Автор сценария: Таливалдис Маргевич
- Режиссёр-постановщик: Ивар Селецкис
- Оператор-постановщик: Ивар Селецкис
- Композитор: Иварс Вигнерс
- Звукооператоры: Айварс Риекстиньш, Николай Гриднёв
- Монтажёр: Майя Селецка
- Ассистент оператора: Айварс Дамбекалнс
- Звукоинженеры: Олег Бельский, Владимир Шорсткин
- Редактор: Рута Фрияре
- Исполнительный продюсер: Леонид Берзиньш
- Продюсер: Байба Урбане

## Награды
- 2000 — Победитель в номинации «Лучший документальный фильм» на кинофестивале «Большой Кристап»

## Технические данные
- Цветной, 35 мм.
- 85 мин.